# Joyce Poon
Joyce Poon (* um 1980 in Hongkong) ist eine chinesisch-kanadische Physikerin und Ingenieurin. Seit 2019 ist sie Direktorin am Max-Planck-Institut für Mikrostrukturphysik in Halle an der Saale.

## Leben und Wirken
Poon wurde in Hongkong geboren und wuchs in Toronto auf. Sie studierte Ingenieurwissenschaften an der Universität Toronto mit Vertiefung auf Physik und schloss dort mit einem Bachelor-Abschluss ab. 2003 machte sie ihren Masterabschluss am California Institute of Technology (Caltech), wo sie 2007 auch ihren Ph.D. erwarb. Sie kehrte als Professorin für Elektrotechnik und Computertechnik an die Universität Toronto zurück, wo sie von 2012 bis 2018 den Canada Research Chair in Integrated Photonic Devices innehatte. Nach Aufenthalten am Krembil Research Institute, Caltech und der Hong Kong University of Science and Technology ist sie seit 2018 Honorarprofessorin an der Fakultät für Elektrotechnik und Informatik der Technischen Universität Berlin. Sie und ihr Team sind spezialisiert auf integrierte photonische Bauelemente und Schaltungen auf Siliziumbasis für die Kommunikations- und Neurotechnologie. Seit 2019 ist sie Direktorin der Forschungsabteilung Nanophotonik, Integration und Neuronale Technologie (NINT) am Max-Planck-Institut für Mikrostrukturphysik. Ihr Hauptinteresse gilt der mehrstufigen und multimateriellen integrierten Photonik auf Siliziumbasis und den integrierten Mikrosystemen.
Derzeit arbeitet sie als Associate Editor für den Optics Express. Poon ist Fellow der Optica (OSA), seit 2009 ist sie Mitglied in verschiedenen Programmkomitees der OSA und seit 2021 im Vorstand der Gesellschaft. Außerdem ist sie Forscherin der Neurotech Alliance, die sich zum Ziel gesetzt hat, nanotechnologiebasierte Neurotech-Systeme weiterzuentwickeln und einzusetzen.